# Konkhra
Konkhra ist eine dänische Death-Metal-Band aus Køge.

## Bandgeschichte
1988 gründeten Claus Vedel (Gesang, Gitarre), Anders Lundemark (Bass) und Lars Schmidt (Schlagzeug, ex-Furious Trauma) Konkhra. Im Stile damaliger Death-Metal-Gruppen spielten sie ihr erstes Demo The Vicious Circle (1990) ein. 1991 folgte Malgrowth mit Martin Kristensen am Bass und Jon Clausen am Schlagzeug, Lundemark war an die Gitarre gewechselt. Über das Label Progress Records wurde anschließend die EP Stranded veröffentlicht, die vorwiegend aus altem Demomaterial bestand. Eine Tour im Vorprogramm von Brutal Truth und Fear Factory folgte.
Das Debütalbum Sexual Affective Disorder erschien 1993, mit Lars Schmidt als neuem Bassisten und Johnny Nielsen als neuem Schlagzeuger. Lundemark und Vedel teilten sich nun den Gesang. Eine US-Tour mit Meatlocker und eine Europa-Tournee im Vorprogramm von Suffocation folgte. 1994 stieg Kim Mathiesen als Gitarrist ein und Lundemark übernahm nun vollständig den Lead-Gesang. 1994 begann eine Zusammenarbeit mit Fred Estby von Dismember, der die 1994er Facelift EP und das Album Spit or Swallow produzierte. 1995 erschien das VHS-Tape Homegrowth mit Musikvideos, Livemitschnitten und einer Session mit Napalm Death, gefolgt vom Livealbum Live Eraser, das den Wechsel zu Die Hard Music markierte.
Nach einer Skandinavien-Tour mit Immolation und Cannibal Corpse verließen Bassist Mathiesen und Schlagzeuger Nielsen die Gruppe, um daraufhin Facelift zu gründen. Ihre Positionen übernahmen Chris Kontos (ex-Testament, Machine Head) und James Murphy.
1997 erschien Weed Out the Weak, danach verließ Kontos die Gruppe und wurde durch Per M. Jensen (u. a. The Haunted) für die Freakhow E.P. und Come Down Cold ersetzt. Die beiden Folgealben erschienen im Abstand von jeweils sechs Jahren – 2003 Reality Check und 2009 Nothing Is Sacred. 
Das derzeitige Line-up besteht aus Anders Lundemark (Gitarre und Gesang), Mads Lauridsen (Schlagzeug), Lars Schmidt (Bass) und Michael Skovbakke (Gitarre).

## Stil
Nachdem die ersten Alben äußerst brutalen und schnell gespielten Death Metal beinhaltenden, wandten sich Konkhra ab dem Livealbum Live Eraser einem oft Death & Roll bezeichneten Stil zu. Die Musik wurde eingängiger, melodiöser und integrierte mehr Rock & Roll-Schemata. Das 1999er Album Come Down Cold und die Freakshow EP mit Coverversionen von Iron Maiden und Motörhead konnte man schon fast als Alternative Rock bezeichnen. Erst nach der Rückkehr 2003 wurde die Musik wieder brutaler und orientierte sich wieder am ursprünglichen Sound der Band.

## Diskografie
- The Vicious Circle (Demo, 1990)
- Malgrowth (Demo, 1991)
- Stranded (EP, 1992)
- Sexual Affective Disorder (1993)
- The Facelift EP (1994)
- Spit or Swallow (1995)
- Homegrowth (VHS, 1996)
- Live Eraser (Livealbum, 1996)
- Weed Out the Weak (1997)
- The Freakshow E.P. (1999)
- Come Down Cold (1999)
- Reality Check (2003)
- Nothing Is Sacred (2009)